# Молочай многоцветный
Молоча́й многоцве́тный (лат. Euphorbia epithymoides) ― травянистое многолетнее растение рода Молочай (Euphorbia) семейства Молочайные (Euphorbiaceae).

## Распространение
Европа: Австрия, Германия, Венгрия, Нидерланды, Албания, Болгария, Югославия, Греция (включая Крит), Италия, Румыния; территория бывшего СССР: Украина, Молдавия; Азия: Турция (северо-запад); Северная Африка: Ливия (север).
Растёт на каменистых склонах и скалах с известковой почвой, среди кустарников и по опушкам, по берегам ручьёв.

## Морфология
Корень короткий, толстый, мощный, многоглавый.
Стебель прямостоячий, (10)18―63 см высотой, не деревенеющий, 3—5 мм толщиной, мохнатый от мягких, белых волосков, обыкновенно простой, наверху только иногда с одним пазушным цветоносом, изредка там же развивающий короткие нецветущие веточки, внизу всегда неветвистый, негусто олиственный.
Низовые листья чешуевидные, красноватые; стеблевые — на черешках 1—3 мм, из суженного основания (у верхних листьев всегда сердцевидного), продолговато-обратнояйцевидные или продолговатые, 1,8—6,2 см длиной, (0,5)1—2,5 см шириной, более-менее тупые, цельнокрайные, снизу густо, сверху рассеянно мягковолосые, тёмно-зелёного цвета. Расположение листьев супротивное или мутовчатое.
Верхушечные цветоносы скученные, в числе 3(5), 0,3—8 см длиной, на конце коротко-трёхраздельные, после чего ещё двухраздельные. Листочки обёртки яйцевидные или продолговатые или обратнояйцевидные, (1,5)2—5,5 см длиной, по длине вначале равные лучам, 0,8—2,6 см шириной, тупые, более-менее волосистые, светло-жёлтые, в период цветения — оранжевые; листочки обёрточек из округлённого или суженного основания продолговато-яйцевидные или эллиптические, тупые или выемчатые, голые, во время цветения жёлтые, нижние по три равной величины, (1,2)1,5—3,5 см длиной, (0,5)0,9—2,1 см шириной, верхушечные по два уменьшенные; бокальчик колокольчатый, 1,5—2 мм длиной, 2—5,5 мм в диаметре, плёнчатый, голый, с равными ему яйцевидными, усечёнными, слегка выемчатыми долями. Нектарники обыкновенно в числе 3, поперечно-эллиптические, восково-жёлтые. Столбики 0,5—0,8 мм длиной, наполовину слившиеся, толсто двулопастные. Цветёт в мае 30―35 дней.
Трёхорешник шаровидно-яйцевидный, около 4 мм длиной и 5 мм шириной, слегка приплюснутый, слабо трёхбороздчатый, с искривлёнными оранжево-жёлтыми или пурпуровыми нитевидными выростами. Семена 2,5—3 мм длиной, сжато-шаровидно-яйцевидные, гладкие или едва морщинистые, с почковидным, бородавчато-бугорчатым придатком, созревают в конце июля.
Вид описан из Австрии.
|                                                         |  |  |  |
| Слева направо: соцветие, циатия, циатия с плодами, плод |  |  |  |

## Практическое использование
Относится к наиболее распространённым декоративным растениям рода молочай. Кусты сохраняют форму и декоративность до осени, лишь в октябре листья желтеют и опадают. В культуре с 1805 года. Особенно хорош он в одиночной посадке на углах и поворотах дорожки. В сборных цветниках тоже можно посадить его одиночно или группами среди низеньких многолетников.